# Rađa – From Split to Hall od Fame
Rađa – From Split to Hall od Fame , hrvatski dokumentarni film iz 2020. godine redatelja Vojana Koceića.
Dokumentarac prikazuje presjek športsku karijeru hrvatskog košarkaša Dina Rađe. Dotaknuo se dva naslova prvaka Europe sa Splitom, olimpijski finale protiv Dream Teama, Tonija Kukoča, gubitka Dražena Petrovića i ino. Sniman je tri godine na lokacijama u Splitu, Bostonu, Beogradu, Springfieldu, New Yorku, Atlanti, Indianapolisu i dr. Sâm Rađa nije tražio da se snimio film o njemu jer mu je bilo neugodno itkome doći sa zamisli da se o njemu snimi film. Vojan Koceić inzistirao je na tome te je nakon upornih Koceićevih prijedloga Rađa pristao na snimanje dokumentarca. Film je premijerno prikazan 5. ožujka 2020. u Splitu u Cinestaru Mall of Split.